# مقبرة نامق
مقبرة نامق (بالفارسية: گورستان نامق) هو مقبرة تاريخي يعود إلى السلالة الصفوية، ويقع في مقاطعة كوهسرخ.